# 箱根八里の半次郎
「箱根八里の半次郎」（はこねはちりのはんじろう）は、2000年2月2日に日本コロムビアから発売された氷川きよしのデビューシングル。

## 概要
氷川きよしにとってデビューシングルとなったこの曲は、箱根八里をモチーフに作られた。
当初、予定にはなかった歌詞（サビの繰り返し部分）も追加され、第33回日本作詩大賞では史上初のデビュー曲による大賞を受賞し、氷川自身も「第42回日本レコード大賞」最優秀新人賞や、第33回日本有線大賞・最優秀新人賞を受賞した。
この曲が扱っている「股旅物」と呼ばれるジャンルに関しては、近年では股旅物を主題とした演歌がしばらく無いことに、製作側が着目した結果である。
この曲によって、氷川はファンを大幅に獲得するのみならず、それまで演歌に関心の無かった層（20-35歳の若い女性。いわゆるF1層）に対しても、氷川の歌唱力の高さと端整なルックスとの相乗効果によって人気を集め、ついにはこの曲と氷川という歌手が連日のようにテレビで取り上げられるなど社会的反響を呼び、「国民的歌手」としての知名度を氷川が得るきっかけともなった。
特にサビの歌詞の「やだねったら やだね」の歌唱直後、コンサートの客席からは「きよし!」コールを叫ぶのが毎回恒例となっている。
デビュー曲にして氷川自身にとって最大のセールスを記録したシングルである。本曲の累計出荷枚数は100万枚を突破し、オリコンでの推定累積売上数は67.3万枚で、これは平成に発売された演歌シングルの中で6番目の売り上げ記録となっている。

## 収録曲
1. 箱根八里の半次郎
  - 作詞：松井由利夫、作曲：水森英夫、編曲：伊戸のりお
  - 大鵬薬品「チオビタ・ドリンク」CMソング
2. 浅草人情
  - 作詞：松井由利夫、作曲：水森英夫、編曲：伊戸のりお
3. 箱根八里の半次郎（オリジナル・カラオケ）
4. 浅草人情（オリジナル・カラオケ）

## カバー
- 西方裕之 - アルバム『西方裕之全曲集〜君を信じて〜』（2000年）に収録。
- 浜博也 - アルバム『浜博也 ベストセレクション〜おまえがすべてさ〜』（2000年）に収録。
- 五木ひろし - アルバム『股旅』（2001年）に収録。
- 宮路オサム - アルバム『宮路オサム2002全曲集』（2001年）に収録。
- 中村美律子 - アルバム『中村美律子の演歌名調子 妻恋道中〜明治一代女』（2007年）に収録。
- 福田こうへい